# Nati nel 1523
| Questa pagina contiene informazioni ricavate automaticamente dalle voci biografiche con l'ausilio del template Bio e di un bot. L'aggiornamento è periodico e automatico e ricostruisce completamente la pagina. Se manca una persona in questa lista, sei pregato di non aggiungerla, ma accertati piuttosto che la sua voce biografica contenga il template Bio e che i dati anagrafici siano correttamente compilati. Se il template Bio manca, inseriscilo tu stesso o, in alternativa, metti l'avviso {{tmp\|Bio}} che ne segnala la mancanza. Se i dati riportati sono sbagliati, correggi direttamente la voce biografica; le modifiche saranno visibili in questa lista entro pochi giorni. Per chiarimenti vedi il progetto biografie. La lista contiene solo le 63 persone che sono citate nell'enciclopedia e per le quali è stato implementato correttamente il template Bio. Pagina aggiornata al 2 apr 2025. |

## Gennaio(3)
- 17 gennaio - Fiammetta Frescobaldi, scrittrice e religiosa italiana († 1586)
- 25 gennaio - Francesco Piccolomini, filosofo italiano († 1607)
- 29 gennaio - Enea Vico, incisore e numismatico italiano († 1567)

## Febbraio(2)
- 1º febbraio - Francesco Abbondio Castiglioni, cardinale e vescovo cattolico italiano († 1568)
- 20 febbraio - Jan Blahoslav, umanista, linguista e compositore ceco († 1571)

## Marzo(6)
- 5 marzo - Rodrigo de Castro Osorio, cardinale e arcivescovo cattolico spagnolo († 1600)
- 7 marzo - Francesco Giuntini, teologo e astrologo italiano († 1590)
- 10 marzo - Eleonora Cybo, scrittrice italiana († 1594)
- 11 marzo - Henry Brandon, I conte di Lincoln, nobile britannico († 1534)
- 23 marzo - Vincenzo Laureo, cardinale e vescovo cattolico italiano († 1592)
- 24 marzo - Giulia da Varano, nobile italiana († 1547)

## Aprile(4)
- 5 aprile - Jacopo Foscarini, politico, diplomatico e militare italiano († 1603)
- 5 aprile - Blaise de Vigenère, diplomatico, crittografo e traduttore francese († 1596)
- 17 aprile - Guido Panciroli, giurista e antiquario italiano († 1599)
- 21 aprile - Marcantonio Bragadin, politico e militare italiano († 1571)

## Maggio(1)
- 22 maggio - Collaltino di Collalto, militare e poeta italiano († 1569)

## Giugno(1)
- 5 giugno - Margherita di Valois, principessa francese († 1574)

## Luglio(1)
- 4 luglio - Vicino Orsini, nobile e militare italiano († 1585)

## Settembre(1)
- 22 settembre - Carlo di Borbone-Vendôme, cardinale e arcivescovo cattolico francese († 1590)

## Ottobre(2)
- 18 ottobre - Anna Jagellona, sovrana polacca († 1596)
- 28 ottobre - Giacomo Savelli, cardinale italiano († 1587)

## Novembre(2)
- 11 novembre - Joachim Hoppers, giurista, docente e politico olandese († 1576)
- 13 novembre - Laura Battiferri, poetessa italiana († 1589)

## Dicembre(2)
- 3 dicembre - Lorenzo Strozzi, cardinale, arcivescovo cattolico e abate italiano († 1571)
- 26 dicembre - Carlo Gonzaga, condottiero italiano († 1555)

## Senza giorno specificato(38)
- Galasso Alghisi, architetto e ingegnere militare italiano († 1573)
- Fulvio Androzio, scrittore e gesuita italiano († 1575)
- Bartolomeo Arnigio, medico e poeta italiano († 1577)
- Mary Basset, letterata e traduttrice inglese († 1572)
- Giovanni Maria Bonardo, scrittore, agronomo e cosmologo italiano († 1590)
- Vincenzo Civitali, scultore e architetto italiano († 1597)
- Marcantonio Colonna, cardinale e arcivescovo cattolico italiano († 1597)
- Jacopo Coppi, pittore italiano († 1591)
- Martín Cortés Malintzin, cavaliere spagnolo († 1595)
- Erasmo di Valvasone, poeta e traduttore italiano († 1593)
- Antonio Ferraro, pittore italiano († 1609)
- Giovanni Luigi Fieschi, nobile italiano († 1547)
- Francisco Foreiro, religioso, teologo e orientalista portoghese († 1581)
- Agostino Galeazzi, pittore italiano († 1576)
- John Grey di Pirgo, nobile inglese († 1564)
- Gulbadan Begum, principessa e scrittrice indiana († 1603)
- Alonso de Góngora Marmolejo, storico spagnolo († 1575)
- Juan Vicente Macip, pittore spagnolo († 1589)
- Giampaolo Manfrone, condottiero italiano († 1552)
- Mori Yoshinari, militare giapponese († 1570)
- Mōri Takamoto, militare giapponese († 1563)
- Lorenzo Pasquato, tipografo e editore italiano
- Perino Fiorentino, compositore italiano († 1552)
- Pieter Pourbus, pittore fiammingo († 1584)
- Jakob II Putrich, presbitero austriaco († 1594)
- Thomas Randolph, diplomatico e politico britannico († 1590)
- Johann Reusch, compositore tedesco († 1582)
- Carlo Sigonio, storico italiano († 1584)
- Gaspara Stampa, poetessa italiana († 1554)
- Giovanni Stradano, pittore fiammingo († 1605)
- Lorenzo Surio, monaco cristiano e storico tedesco († 1578)
- Taddea d'Austria, nobildonna italiana
- Francesco Terzi, pittore italiano († 1591)
- Tsutsui Junshō, militare giapponese († 1550)
- Uesugi Norimasa, militare giapponese († 1579)
- Giuseppe Unicorno, matematico italiano
- Carlo Visconti, cardinale e vescovo cattolico italiano († 1565)
- Thomas Wilson, letterato britannico († 1581)